# Bektaşpınarı, Tepebaşı
Bektaşpınarı là một xã thuộc huyện Tepebaşı, tỉnh Eskişehir, Thổ Nhĩ Kỳ. Dân số thời điểm năm 2011 là 46 người.